# Малых, Николай Александрович
Никола́й Алекса́ндрович Малых (13 августа 1948 — 23 августа 2021) — российский промышленник, генеральный директор Уралвагонзавода (1997—2009), член Совета Союза производителей нефтегазового оборудования.

## Образование
В 1976 году заочно окончил Уральский политехнический институт им. С. М. Кирова (квалификация — инженер-металлург).

## Биография
В 1966 году начал работать на Уралвагонзаводе слесарем-инструментальщиком криогенного производства. Служил в армии, затем вернулся на Уралвагонзавод, став слесарем механосборочных работ. После окончания института работал инженером-исследователем, инженером-технологом, заместителем начальника цеха, заместителем Генерального директора по производству, и заместителем директора механосборочного производства по инженерным машинам. Но большую часть проработал на комсомольской и партийной работе. Был первым секретарем комсомольской организации Уралвагонзавода, и первым секретарем парткома КПСС Уралвагонзавода.
В январе 1991 года назначен генеральным директором производственно-коммерческой компании «Тагилснаб» (ныне — муниципальное унитарное предприятие).
В июле 1997 года вернулся на Уралвагонзавод, заняв должность генерального директора. Стал одним из самых влиятельных руководителей оборонно-промышленного комплекса. Занимает общественные должности президента Союза предприятий оборонных отраслей промышленности Свердловской области (с 2003 года), председателя регионального отделения Союза машиностроителей России, члена экспертного Совета по проблемам законодательного обеспечения развития оборонно-промышленного комплекса при Председателе Совета Федерации и т. д. Был одним из основных организаторов международной выставки вооружений «Russian Expo Arms» в Нижнем Тагиле.
В 2004 и 2008 годах избирался депутатом Палаты представителей Законодательного собрания Свердловской области по Дзержинскому избирательному округу № 16 г. Нижнего Тагила.
В марте 2008 года Уралвагонзавод был преобразован из федерального государственного унитарного предприятия в Открытое акционерное общество «Научно-производственная корпорация „Уралвагонзавод“ им. Ф. Э. Дзержинского». В обществе сохранялось 100-процентное государственное участие, одновременно к нему были присоедины шесть конструкторских бюро, ранее не зависимых от Уралвагонзавода. После общего собрания акционеров в июне Малых был переизбран на должность генерального директора, однако в апреле 2009 года он был освобождён со своего поста по инициативе руководства госкорпорации «Ростехнологии» и заменён Олегом Сиенко — ставленником гендиректора Ростехнологий Сергея Чемезова.
К моменту отставки Малых доля завода в уставном капитале ЗАО «Уральская большегрузная техника — Уралвагонзавод» (выполнявшего функции торгового дома и занимавшегося сбытом продукции гражданского производства, а также предоставлявшего часть станков УВЗ в лизинг) была всего 19 %.
Являлся почётным членом Российской академии ракетных и артиллерийских наук.
Скончался 23 августа 2021 года, похоронен на кладбище «Пихтовые горы» в Нижнем Тагиле.

## Награды
- орден «Знак Почёта»;
- почётный гражданин городов Нижнего Тагила[6]и Волчанска;
- Почётный гражданин Свердловской области
- Почётные грамоты Правительства Российской Федерации (18.09.2002, 12.08.2008)
- имеет церковные награды.